# Armenischer Nationalrat
Der Armenische Nationalrat (armenisch Հայոց Ազգային Խորհուրդ) war ein ständiges armenisches Exekutivorgan, welches im Oktober 1917 vom Armenischen Nationalkongress in Tiflis (damals Teil des Russischen Kaiserreiches) geformt wurde. Der Rat war für die Ausrufung der Demokratischen Republik Armenien im Mai 1918 verantwortlich, dem ersten unabhängigen armenischen Staat seit dem Mittelalter.

## Zusammensetzung
Der Rat bestand aus 15 Mitgliedern, den Vorsitz hatte Avedis Aharonian inne. Während der Armenische Nationalkongress von Mitgliedern der Armenischen Revolutionären Föderation (ARF), den sog. Daschnaken, dominiert wurde, nahmen ihre Mitglieder nur sechs der Sitze im Armenischen Nationalrat ein.
Zu den ursprünglichen 15 Mitgliedern gehörten:
- Avedis Aharonian (ARF), Vorsitz des Rates
- Aram Manukian (ARF)
- Nikol Aghbalian (ARF)
- Ruben Ter-Minasjan (ARF)
- Khachatur Karjikian (ARF)
- Artasches Babalian (ARF)
- Samson Harutiunian (Populistische Partei)
- Michael Papadjanian (Populistische Partei)
- Michael Gharabekian (Sozialdemokrat)
- Ghazar Ter-Ghazarian (Sozialdemokrat)
- Haik Ter-Ohanian (Sozialrevolutionäre Partei)
- Anushavan Stamboltsian (Sozialrevolutionäre Partei)
- Stepan Mamikonian (Unabhängig)
- Tigran Bekzadian (Unabhängig)
- Petros Zakarian (Unabhängig)

## Armenische Unabhängigkeit
Im Mai 1918 zerfiel die Transkaukasische Republik, welche während ihres Bestandes die ehemals russischen Gebiete Armeniens, Georgiens und Aserbaidschans vereinte. Am 26. Mai rief der Georgische Nationalrat die Unabhängigkeit der Demokratischen Republik Georgien aus, zwei Tage darauf erklärte der Muslimische Nationalrat von Tiflis die Unabhängigkeit der Demokratischen Republik Aserbaidschan. Da sich die Armenier im Krieg mit dem Osmanischen Reich befanden, zögerte der Armenische Nationalrat zunächst, die armenische Unabhängigkeit zu erklären. Da der Zerfall Transkaukasiens jedoch nicht mehr aufzuhalten war, sah sich der Rat sich am 30. Mai entgegen aller Bedenken dazu gezwungen, die Demokratische Republik Armenien auszurufen.
Nach Armeniens Unabhängigkeitserklärung entsandte der Nationalrat eine Delegation nach Batumi, um dort einen Friedensvertrag mit dem Osmanischen Reich auszuhandeln, welches noch immer armenische Truppen nahe Jerewan bekämpfte. Am 4. Juni 1918 wurde der Friedensvertrag von Batumi unterzeichnet. In dessen Rahmen musste Armenien u. a. den Verlust von Territorien in den Provinzen Kars und Jerewan hinnehmen, die Größe seiner Streitkräfte reduzieren, seinen muslimischen Bürgern Autonomie gewähren und es dem osmanischen Heer erlauben, armenisches Territorium zu durchqueren.

## Aufstellung eines Kabinetts
Am 9. Juni forderte der Nationalrat den Daschnaken-Politiker Howhannes Katschasnuni dazu auf, eine Regierung zu formen. Da es der ARF noch an Regierungserfahrung mangelte und man sich die Unterstützung der armenischen Bourgeoisie sichern wollte, hoffte die Partei trotz ihrer großen Beliebtheit auf die Formierung einer Koalitionsregierung. Zusammen mit der Populistischen Partei formte die ARF ein Kabinett, in welchem beide Parteien jeweils vier der neun Minister stellten, während das Verteidigungsministerium einem unabhängigen Kandidaten übergeben wurde:
| Position                       | Name                   | Partei               |
| ------------------------------ | ---------------------- | -------------------- |
| Premierminister                | Howhannes Katschasnuni | ARF                  |
| Außenminister                  | Sirakan Tigranian      | ARF                  |
| Innenminister                  | Aram Manukian          | ARF                  |
| Arbeits- / Sozialminister      | Khachatur Kaijikian    | ARF                  |
| Finanzminister                 | Artasches Enfiadjian   | Populistische Partei |
| Justizminister                 | Samson Harutiunian     | Populistische Partei |
| Bildungs- / Forschungsminister | Mikayel Atabekian      | Populistische Partei |
| Agrar- / Versorgungsminister   | Levon Ghulian          | Populistische Partei |
| Verteidigungsminister          | Hovhannes Hakhverdian  | Unabhängig           |

Als die Daschnaken am ersten Jahrestag der Armenischen Republik diese symbolisch zum Staat aller Ost- und Westarmenier erklärten, brachen die Populisten auf Anweisung ihres Parteibüros in Tiflis mit der Koalitionsregierung. Obwohl auch populistische Minister den Akt zur Einigung Armeniens ausgearbeitet hatten, erklärte das Parteibüro, dass die Art und Weise, auf die die Einigung Armeniens durch die Daschnaken erzielt wurde, inakzeptabel sei. Auch die einige Monate später abgehaltenen Parlamentswahlen boykottierten sie, unter anderem auf Drängen Boghos Nubars hin.

## Verlegung nach Jerewan
Am 17. Juli wurde der Armenische Nationalrat von Tiflis in die armenische Hauptstadt Jerewan verlegt. Diese Entscheidung war äußerst kontrovers, da etwa eine Million russische Armenier nicht in Armenien, sondern in Georgien, Aserbaidschan und dem Nordkaukasus lebten. Die Beziehungen zwischen Georgien und dem Rat hatten sich jedoch derart verschlechtert, dass dieser das Verlassen von Tiflis als unausweichlich betrachtete. Georgische Beamte brüskierten die armenischen Politiker, als diese die Stadt verließen. Der Armenische Nationalrat und das Kabinett nutzten aserbaidschanische Eisenbahnen, um nach Jerewan zu gelangen, um so keine Gebiete durchqueren zu müssen, die unter osmanischer Besatzung standen. Im Gegensatz zu den Georgiern hießen aserbaidschanische Beamte die Delegation willkommen, bereiteten ihr sogar ein Bankett vor.

## Umwandlung zum Khorhurd
Aufgrund der angespannten Lage in Jerewan erwies sich die Organisation demokratischer Wahlen als geradezu unmöglich. Die Daschnaken, Populisten, Sozialrevolutionäre und Sozialdemokraten beschlossen daher, den Armenischen Nationalrat in ein legislatives Organ umzuwandeln, den Khorhurd (armenisch Խորհուրդ). Die Anzahl der Sitze des Khorhurds wurde im Vergleich zu der des Nationalrates verdreifacht, zudem wurden neben Mitgliedern der vier größten armenischen Parteien auch unabhängigen Politikern und Repräsentanten der Minderheiten Armeniens Sitze gewährt. Der ersten Parlamentssitzung am 1. August 1918 wohnten auch Botschafter der Mittelmächte bei, darunter etwa Beobachter aus Österreich-Ungarn und dem Osmanischen Reich.
| Parteien            | Sitze |
| ------------------- | ----- |
| Daschnaken          | 18    |
| Sozialrevolutionäre | 6     |
| Sozialdemokraten    | 6     |
| Populisten          | 6     |
| Muslime             | 6     |
| Jesiden             | 1     |
| Russen              | 1     |
| Unabhängige         | 2     |
| Gesamt              | 46    |

Diese Zusammensetzung behielt der Khorhurd bis zu den Parlamentswahlen von 1919 bei, welche die ARF mit einer überwiegenden Mehrheit gewann und in deren Zuge die Anzahl der Sitze des Parlaments auf 80 erweitert wurde.